# Corynascus verrucosus
Corynascus verrucosus är en svampart som beskrevs av Stchigel, Cano & Guarro 2000. Corynascus verrucosus ingår i släktet Corynascus och familjen Chaetomiaceae.   Inga underarter finns listade i Catalogue of Life.